# Villers-en-Arthies
Villers-en-Arthies és un municipi francès, situat al departament de Val-d'Oise i a la regió de Illa de França. L'any 2007 tenia 465 habitants.
Forma part del cantó de Vauréal, del districte de Pontoise i de la Comunitat de comunes Vexin-Val de Seine.

## Demografia

### Població
El 2007 la població de fet de Villers-en-Arthies era de 465 persones. Hi havia 176 famílies, de les quals 40 eren unipersonals (16 homes vivint sols i 24 dones vivint soles), 52 parelles sense fills, 64 parelles amb fills i 20 famílies monoparentals amb fills.
La població ha evolucionat segons el següent gràfic:
Habitants censats

### Habitatges
El 2007 hi havia 247 habitatges, 181 eren l'habitatge principal de la família, 45 eren segones residències i 21 estaven desocupats. 235 eren cases i 12 eren apartaments. Dels 181 habitatges principals, 151 estaven ocupats pels seus propietaris, 22 estaven llogats i ocupats pels llogaters i 8 estaven cedits a títol gratuït; 12 tenien dues cambres, 22 en tenien tres, 35 en tenien quatre i 112 en tenien cinc o més. 137 habitatges disposaven pel capbaix d'una plaça de pàrquing. A 63 habitatges hi havia un automòbil i a 110 n'hi havia dos o més.

### Piràmide de població
La piràmide de població per edats i sexe el 2009 era:
| Homes | Edats   | Dones |
| ----- | ------- | ----- |
| 0     | 95 o +  | 0     |
| 0     | 90 a 94 | 0     |
| 0     | 85 a 89 | 0     |
| 0     | 80 a 84 | 4     |
| 8     | 75 a 79 | 8     |
| 0     | 70 a 74 | 4     |
| 20    | 65 a 69 | 8     |
| 12    | 60 a 64 | 12    |
| 8     | 55 a 59 | 4     |
| 8     | 50 a 54 | 8     |
| 20    | 45 a 49 | 20    |
| 16    | 40 a 44 | 28    |
| 12    | 35 a 39 | 8     |
| 28    | 30 a 34 | 12    |
| 12    | 25 a 29 | 8     |
| 28    | 20 a 24 | 12    |
| 20    | 15 a 19 | 16    |
| 20    | 10 a 14 | 16    |
| 8     | 5 a 9   | 16    |
| 16    | 0 a 4   | 12    |

## Economia
El 2007 la població en edat de treballar era de 313 persones, 234 eren actives i 79 eren inactives. De les 234 persones actives 218 estaven ocupades (116 homes i 102 dones) i 16 estaven aturades (8 homes i 8 dones). De les 79 persones inactives 26 estaven jubilades, 32 estaven estudiant i 21 estaven classificades com a «altres inactius».

### Ingressos
El 2009 a Villers-en-Arthies hi havia 187 unitats fiscals que integraven 500,5 persones, la mediana anual d'ingressos fiscals per persona era de 24.807 €.

### Activitats econòmiques
Dels 19 establiments que hi havia el 2007, 1 era d'una empresa extractiva, 1 d'una empresa de fabricació d'altres productes industrials, 6 d'empreses de construcció, 3 d'empreses de comerç i reparació d'automòbils, 3 d'empreses de transport, 1 d'una empresa d'hostatgeria i restauració, 1 d'una empresa financera, 1 d'una empresa immobiliària, 1 d'una empresa de serveis i 1 d'una entitat de l'administració pública.
Dels 5 establiments de servei als particulars que hi havia el 2009, 2 eren paletes, 1 guixaire pintor, 1 fusteria i 1 electricista.
L'any 2000 a Villers-en-Arthies hi havia 7 explotacions agrícoles.

## Equipaments sanitaris i escolars
El 2009 hi havia una escola elemental.

## Poblacions més properes
El següent diagrama mostra les poblacions més properes.